# Isabel Zapata
Isabel Zapata (Ciudad de México, 1984) es una escritora, editora, poeta y traductora mexicana. Ha publicado los poemarios Ventanas adentro (2002), Las noches son así (Broken English, 2018) y Una ballena es un país (Almadía, 2019). También es autora de dos libros de ensayo, Alberca vacía (Argonáutica, 2019) e In vitro (Almadía, 2021)y de la novela Troika (Almadía, 2024). Es cofundadora de la editorial Antílope.

## Carrera y biografía
Isabel Zapata es hija del exgobernador de San Luis Potosí Fausto Zapata. Estudió Ciencias Políticas en el Instituto Tecnológico Autónomo de México y un posgrado en Filosofía en New School for Social Research en Nueva York.
En 2015 cofundó Ediciones Antílope con Jazmina Barrera, Marina Azahua, Astrid López Méndez y César Tejeda.